# Dom Expedito Lopes
Dom Expedito Lopes là một đô thị thuộc bang Piauí, Brasil. Đô thị này có diện tích 219,07 km², dân số năm 2007 là 6532 người, mật độ 29,82 người/km².